# Hervé Burillier
Hervé Burillier est un éditeur et auteur français, né le 3 janvier 1967 à Saint-Vallier (Saône-et-Loire).
Il a fondé en 1996 les Éditions Burillier, à Vannes.
Il a publié plusieurs ouvrages d'astronomie et de photographie chez Bordas et Larousse, certains traduits en plusieurs langues.

## Publications
- Découvrir le ciel, Larousse, mai 2007.
- Les plus belles curiosités célestes, guide du matériel d'astronomie, stellaris, Bordas, 1995.
- Le petit livre des constellations, 1997.
- Celestial Sites, Celestial Splendors, translated by Nathalie Audard-Sword, août 2000  (ISBN 0521667739 et 9780521667739).
- Sternführer für Einsteiger. Erfolgreicher Einstieg in die Himmelsbeobachtung, Kosmos, 2003.

Avec Christophe Lehénaff
- Observer et photographier le système solaire, Bordas, 2000.
- Osservare e fotografare il sistema solare, Il Castello, 2006.
- Hands-On Astronomy. A Cambridge Guide to Equipment and Accessories. Translated by Klaus Brasch. With contributions by Michael Covington, avril 2002  (ISBN 9780521005982 et 0521005981).